# سوق العمران
سوق العمران واحد من أسواق باب الجبلي بالمدينة العتيقة بصفاقس.

## موقعه
كان السوق مجاورا لزقاق المار غربا.

## تاريخه
كان سوق العمران بالأصل مقبرة تحولت فيما بعد إلى مستودع لنعوش الأموات يلقب ب«فندق النعوش».
في سنة 1949 ميلادي جعلته جمعية حفظ المقابر الإسلامية سوقا مختصا في تجارة الحبوب و الزيوت. كل مداخيل هذا السوق كرستها الجمعية لترميم أسيجة المقابر.